# A. H. de Oliveira Marques
António Henrique Rodrigo de Oliveira Marques, conhecido como  A. H. de Oliveira Marques GCL (Cascais, Estoril, São Pedro do Estoril, 23 de agosto de 1933 – Lisboa, 23 de janeiro de 2007) foi um destacado professor universitário, historiador e maçon português.

## Biografia
Licenciou-se em Ciências Histórico-Filosóficas pela Faculdade de Letras da Universidade de Lisboa com a tese A Sociedade em Portugal nos Séculos XII a XV (1956).
Estagiou na Universidade de Würzburg (Alemanha Ocidental).
Iniciou funções docentes em 1957, na Faculdade de Letras da Universidade de Lisboa, onde se doutorou em História, em 1960 (Junho), com a dissertação, Hansa e Portugal na Idade Média.
A sua participação na crise académica de 1962 resultante da luta promovida pelos estudantes contra a ditadura do Estado Novo, esteve na origem do seu afastamento da universidade portuguesa.
Entre 1965 e 1970 esteve nos Estados Unidos, onde lecionou em várias instituições, como a Universidade do Alabama, da Flórida, Columbia e Minnesota, entre outras.
Em 1970, durante a «Primavera Marcelista», regressou a Portugal, reingressando na universidade portuguesa depois da Revolução do 25 de Abril, em 1974.
Foi diretor da Biblioteca Nacional de Portugal entre 1974 e 1976.
Professor catedrático da Universidade Nova de Lisboa (1976), foi presidente da comissão instaladora da Faculdade de Ciências Sociais e Humanas da mesma Universidade (1977 a 1980) e presidente do conselho científico desta Faculdade (1981-1983 e 1984-1986).
Foi presidente do Ano Propedêutico no ano letivo de 1977-1978.
Em 1980 fundou o Centro de Estudos Históricos da Universidade Nova de Lisboa.
O seu trabalho como historiador incidiu especialmente sobre a Idade Média, a Primeira República e a maçonaria.
Em 1982, em comemoração dos 25 anos sobre a publicação do seu primeiro estudo histórico, foram editados dois volumes com colaboração de historiadores portugueses e estrangeiros e intitulados Estudos de História de Portugal: Homenagem a A. H. de Oliveira Marques.
Franco-mação desde 1973, foi eleito Grão-Mestre Adjunto do Grande Oriente Lusitano (1984-1986) e Soberano Grande Comendador do Supremo Conselho do Grau 33 (1991-1994).
A 2 de outubro de 1998 recebeu a Grã-Cruz da Ordem da Liberdade pelo então Presidente da República, Jorge Sampaio.
Faleceu aos 73 anos, no dia 23 de janeiro de 2007, no Hospital de Santa Maria, em Lisboa, vítima de problemas cardíacos.
Considerado um dos grandes historiadores portugueses contemporâneos, as suas obras, que se destacam em diversos domínios, são instrumentos de grande importância para os estudiosos da História de Portugal.
Desde 2013 o seu nome está consagrado na toponímia de Lisboa através da Rua Prof. Oliveira Marques, que foi inaugurada em junho de 2017 na Cidade Universitária. Está também consagrado na Escola Básica Professor Oliveira Marques (Lisboa) e no Jardim Professor Doutor A. H. de Oliveira Marques, em São Pedro do Estoril, seu local de nascimento.

## Obras
Entre a sua vasta obra, conta-se:

### História de Portugal
- História de Portugal. 3 vols., Lisboa, Editorial Presença, 13.ª ed., corrigida e atualizada, 1997-98. (1.ª ed. 1972-74)
  - Publicada inicialmente, em 1972-1974, em dois volumes, refundida e depois ampliada para três tomos (1981), foi traduzida em várias línguas (castelhano, francês, inglês, japonês e polaco).
- Nova História de Portugal (coordenador, em parceria com Joel Serrão). 12 vols, Lisboa, Editorial Presença, 1987-2004.
- História de Portugal. Lisboa, Comissariado para a Europália 91 : Imprensa Nacional-Casa da Moeda, 1991, foi traduzida em várias línguas (francês, inglês, chinês e romeno).
- Breve História de Portugal. Lisboa, Editorial Presença, 8.ª ed., 2012 [Reimp. 2013] (1.ª ed. 1995).
- Geschichte Portugals und des portugiesischen Weltreichs. Stuttgart, Alfred Kröner Verlag, 2001.

### História da Idade Média
- Hansa e Portugal na Idade Média. Lisboa, Editorial Presença, 2.ª ed., corrigida e aumentada, 1993 (1.ª ed. 1959).
- Introdução à História da Agricultura em Portugal: A Questão Cerealífera durante a Idade Média. Lisboa, Edições Cosmos, 3.ª ed., 1978 (1ª ed. 1962).
- A Sociedade Medieval Portuguesa. Lisboa, Livraria Sá da Costa Editora, 5.ª ed., 1987 (1.ª ed. 1964).
- Guia do Estudante de História Medieval. Lisboa, Editorial Estampa, 3.ª ed., corrigida e atualizada, 1988 (1.ª ed. 1964).
- Ensaios de História Medieval Portuguesa. Lisboa, Vega, 2.ª ed., 1980. ISBN 972-699-057-2 (1.ª ed. 1965).
- Novos Ensaios de História Medieval Portuguesa. Lisboa, Editorial Presença, 1988.
- Portugal Quinhentista: Ensaios. Lisboa, Quetzal, 1987.

### História da Expansão Portuguesa
- Nova História da Expansão Portuguesa (direção da obra em conjunto com Joel Serrão). Lisboa, Editorial Estampa, 1986-2006.
  - Vol II, A Expansão Quatrocentista. ISBN 972-33-1287-5;
  - Vol III, A Colonização Atlântica:
    - Tomo I: ISBN 972-33-2192-0;
    - Tomo II: ISBN 972-33-2193-9;

  - Vol. V, O Império Oriental (1660-1820), Tomo II.
  - Volume VI, O Império Luso-Brasileiro - 1 (1500-1620). ISBN 972-33-0880-0;
  - Volume VII, O Império Luso-Brasileiro - 2 (1620-1750). ISBN 972-33-0320-5;
  - Vol. VIII, O Império Luso-Brasileiro - 3 (1750-1822). ISBN 972-33-0060-5;
  - Vol. X, O Império Africano - 2 (1825-1890). ISBN 972-33-1405-3.
  - Vol XI: O Império Africano - 3 (1890-1930). ISBN 972-33-1648-X
- História dos Portugueses no Extremo Oriente (direção da obra). 6 vols., Lisboa, Fundação Oriente, 1988-2003. ISBN 972-9440-81-6; ISBN 972-9440-82-4; ISBN 972-785-005-7; ISBN 972-785-017-0; ISBN 972-785-028-6; ISBN 972-785-038-3.

### História da Primeira República Portuguesa
- A Primeira República Portuguesa: Alguns aspectos estruturais. Lisboa, Livros Horizonte, 3.ª ed., 1980 (1.ª ed. 1971).
- Afonso Costa. Lisboa, Editora Arcádia, 1972.
- Bernardino Machado (com a colaboração de Fernando Marques da Costa). Lisboa, Montanha, 1978.
- Guia da Primeira República Portuguesa. Lisboa, Editorial Estampa, 1997 (1.ª ed. 1981).
- Correspondência política de Afonso Costa: 1896-1910 (organização, prefácio e notas). Lisboa, Editorial Estampa, 1982.
- Ensaios de História da I República Portuguesa. Lisboa, Livros Horizonte, 1988.

### História do Estado Novo
- A Primeira Legislatura do Estado Novo (organização, prefácio e notas). Mem Martins, Publicações Europa-América, 1973.
- O General Sousa Dias e as Revoltas Contra a Ditadura (1926-1931) (com a colaboração de A. Sousa Dias). Lisboa, Publicações D. Quixote, 1975.

### Maçonaria
- A Maçonaria Portuguesa e o Estado Novo. Lisboa: D. Quixote, 1975.
- Figurinos Maçónicos Oitocentistas: Um «Guia» de 1841-42 (Apresentação, introdução e anotações). Lisboa: Editorial Estampa, 1983.
- Dicionário da Maçonaria Portuguesa. 2 vols., Lisboa: Editorial Delta, 1986.
- Ensaios de Maçonaria. Lisboa: Quetzal, 1989.
- História da Maçonaria em Portugal. 3 vols., Lisboa: Editorial Presença:
  - Vol. I: Das Origens ao Triunfo, 1990;
  - Vol. II, Política e Maçonaria: 1820-1869 (1.ª parte), 1996;
  - Vol. III, Política e Maçonaria: 1820-1869 (2.ª parte), 1997.

### Filatelia
- História do selo postal português : 1853-1953. 2.ª ed., Lisboa : Planeta, 1996 ISBN 972-731-025-7

### Diversos
- Antologia da Historiografia Portuguesa (Organização, prefácio e notas). Mem Martins, Publicações Europa-América, 2.ª ed:
  - Vol. I: Das Origens a Herculano, 1974.
  - Vol. II: De Herculano aos Nossos Dias, 1975.
- Álbum de Paleografia (com João José Alves Dias e Teresa F. Rodrigues). Lisboa, Editorial Estampa, 1987.
- Colaboração muito significativa no Dicionário de História de Portugal dirigido por Joel Serrão.
- Ensaios de Historiografia Portuguesa. Lisboa, Palas Editores, 1988.
- Para a História dos seguros em Portugal: notas e documentos. Lisboa, Arcádia, 1977.